# الحرب البولندية الليتوانية التوتونية
وقعت الحرب البولندية الليتوانية التوتونية أو الحرب العظمى بين عامي 1409 و1411، بتحريض حلفاء مملكة بولندا ودوقية ليتوانيا الكبرى ضد فرسان تيوتون. واستوحت هذه الحرب من انتفاضة ساموجيشين المحلية وبدأت الحرب عن طريق الغزو التوتوني لبولندا في أغسطس 1409. ولم يكن أحد من الطرفين على استعداد لحرب كاملة، في حين تفاوض فينسيسلاوس، ملك الرومان، لإحداث هدنة لمدة تسعة أشهر. وبعد انتهاء الهدنة في يونيو 1410، هُزم الجيش الديني للرهبان بشكل حاسم في معركة غرونوالد (تانينبرغ) وهي واحدة من أكبر المعارك في أوروبا في العصور الوسطى. فقد قُتل أو أُسر معظم القادة التوتونيين. ورغم الهزيمة، قاوم الفرسان التوتونيون مقاومة الحصار في عاصمتهم مارينبورغ (مالبورك) وعانوا فقط من الحد الأدنى للخسائر الإقليمية في عملية سلام ثورن (1411). واستمرت النزاعات الإقليمية حتى عملية سلام ميلنو في عام 1422. ورغم ذلك، لم يتمكن الفرسان من استعادة قوتهم السابقة وتسبب العبء المالي جراء تعويضات الحرب في صراعات داخلية وتدهور اقتصادي في بلادهم. وغيرت هذه الحرب موازين القوة في أوروبا الشرقية حيث شهدت زيادة للاتحاد البولندي الليتواني كقوة مهيمنة في المنطقة.

## الخلفية التاريخية
في عام 1230، تحرك فرسان التيوتون، وهم تنظيم عسكري رهباني صليبي، باتجاه كولمر لاند (تقع داخل محافظة كويافيا-بوميرانيا الحالية)، وبطلب من كونراد الأول، ملك السلافيين الماسوفيين، بدأوا الحروب الصليبية البروسية ضد العشائر البروسية الوثنية. بدعم من البابا والامبراطور الروماني المقدس، غزا التوتونيون البروسيين وحولوا ديانتهم بحلول ثمانينيات القرن الثالث عشر، ثم وجهوا اهتمامهم صوب دوقية ليتوانيا العظمى الوثنية. قاتل الفرسان في الحملة الصليبية الليتوانية لمدة تزيد عن المائة عام، وغزوا الأراضي الليتوانية، وخاصة ساموجيتيا، إذ أنها حالت بين الفرسان في بروسيا وبين فرعهم في ليفونيا. أصبحت المناطق الحدودية منطقة برية غير مأهولة، ولكن الفرسان حازوا على منطقة صغيرة جدًا. تخلى الليتوانيون لأول مرة عن ساموجيتيا في الحرب الأهلية الليتوانية (1381-84) في معاهدة دوبيسا. استُخدمت المنطقة للمساومة من أجل ضمان دعم التيوتون لأحد الأطراف في صراع السلطة الداخلي.
في عام 1385، تقدم الدوق الكبير جاغييلو الليتواني للزواج من الملكة جادويغا التي تحكم بولندا في اتحاد كروو. تحول جاغييلو إلى المسيحية وتُوج ملكًا لبولندا وبالتالي تكون اتحاد شخصي بين مملكة بولندا ودوقية ليتوانيا الكبرى. بتحول ليتوانيا رسميًا إلى المسيحية، زال المبرر الديني لأنشطة التنظيم العسكري الرهباني في المنطقة. ولكن الفرسان ردوا بالتشكيك علنيًا في مصداقية تحول جاغييلو إلى المسيحية، ليتحول الاتهام إلى الكرسي البابوي ليبت فيه. استمرت الصراعات الإقليمية على ساموجيتيا، والتي كانت في يد فرسان تيوتون منذ معاهدة سلام راشياز في عام 1404. كان لبولندا أيضًا مطالب إقليمية ضد الفرسان في دوبرزين لاند وغدانسك، ولكن الولايتين كانتا في سلام منذ معاهدة كاليش (1343). كان للصراع أيضًا بعض الدوافع التي تتعلق بالاعتبارات الاقتصادية: سيطر الفرسان على الحقول المنخفضة للأنهار الثلاثة الرئيسية (نيمان وفيستولا ودفينا) في بولندا وليتوانيا.

## مسار الحرب

### الانتفاضة والحرب والهدنة
في مايو 1409، بدأت انتفاضة في ساموجيتيا التي حكمها التوتونيون. دعمت ليتوانيا الانتفاضة وهدد الفرسان بالغزو. أعلنت بولندا دعمها للقضية الليتوانية وهددت بغزو بروسيا في المقابل. مع إخلاء القوات البروسية لساموجيتيا، أعلن السيد الكبير للتوتونيين أولريش فون جونجينجن الحرب على مملكة بولندا في ودوقية ليتوانيا الكبرى في 6 أغسطس 1409. أمل الفرسان في هزيمة بولندا وليتوانيا كل على حدا وبدأوا بغزو بولندا الكبرى وكويافيا، ليباغتوا البولنديين. أحرق الفرسان قلعة دوبرين، واحتلوا بوبرونيكي بعد حصار استمر 14 يومًا، وغزوا بيدغوشتش (برومبيرغ)، ونهبوا عدة قرى. نظم البولنديون عدة هجمات مضادة واستعادوا بيدغوشتش. هجم الساموجيتيون على ميميل (كلايبيدا). ولكن لم يكن أي من الطرفين مستعدًا للحرب الشاملة.
وافق فينسيسلاوس، ملك الرومان، على التوسط في الصراع. وُقع على هدنة في 8 أكتوبر 1409؛ وتنتهي في 24 يونيو 1410. استغل كلا الطرفان هذا الوقت في الإعداد للمعركة وجمع القوات والدخول في مناورات دبلوماسية. أرسل كلا الطرفان خطابات ومبعوثين يتهمان فيهم بعضهما البعض بالعديد من الآثام والتهديدات للعالم المسيحي. أعلن فينسيسلاوس، الذي حصل على 60,000 فلورين كهدية من الفرسان، أن الفرسان أحق شرعًا بساموجيتي وأن دوبرزين لاند فقط لا بد أن تعود إلى بولندا. دفع الفرسان أيضًا 300,000 من الذهب البندقي لسيغيسموند ملك المجر، الذي كان له أطماع في إمارة البغدان، من أجل الحصول على مساعدته العسكرية. حاول سيغيسموند كسر التحالف البولندي الليتواني عن طريق تقديم عرض لفيتاوتاس بالتاج الملكي؛ ستؤدي موافقة فيتاوتاس على هذا العرض إلى الإخلال بشروط اتفاقية اوسترو وخلق خلاف بولندي ليتواني. في نفس الوقت، تمكن فيتاوتاس في التوصل إلى هدنة مع التنظيم العسكري الرهباني الليفوني.

## قائمة المصادر
- Christiansen، Eric (1997)، The Northern Crusades (ط. 2nd)، Penguin Books، ISBN:0-14-026653-4
- Ekdahl، Sven (2008)، "The Battle of Tannenberg-Grunwald-Žalgiris (1410) as reflected in Twentieth-Century monuments"، في Victor Mallia-Milanes (المحرر)، The Military Orders: History and Heritage، Ashgate Publishing, Ltd.، ج. 3، ISBN:978-0-7546-6290-7، مؤرشف من الأصل في 2020-01-28
- Ivinskis، Zenonas (1978)، Lietuvos istorija iki Vytauto Didžiojo mirties، Rome: Lietuvių katalikų mokslo akademija (بالليتوانية)
- Jučas، Mečislovas (2009)، The Battle of Grünwald، Vilnius: National Museum Palace of the Grand Dukes of Lithuania، ISBN:978-609-95074-5-3
- Kiaupa، Zigmantas (2000)، The History of Lithuania Before 1795، Vilnius: Lithuanian Institute of History، ISBN:9986-810-13-2 {{استشهاد}}: الوسيط author-name-list parameters تكرر أكثر من مرة (مساعدة)
- Kuczynski، Stephen M. (1960)، The Great War with the Teutonic Knights in the years 1409–1411، Ministry of National Defence، OCLC:20499549، مؤرشف من الأصل في 2020-01-28
- Разин، Е. А. (1999)، История военного искусства XVI – XVII вв.، Издательство Полигон، ج. 3، ISBN:5-89173-041-3 (بالروسية)
- Turnbull، Stephen (2003)، Tannenberg 1410: Disaster for the Teutonic Knights، Campaign Series، London: Osprey، ج. 122، ISBN:978-1-84176-561-7
- Stone، Daniel (2001)، The Polish-Lithuanian state, 1386–1795، University of Washington Press، ISBN:978-0-295-98093-5، مؤرشف من الأصل في 2017-02-19
- Urban، William (2003)، Tannenberg and After: Lithuania, Poland and the Teutonic Order in Search of Immortality (ط. Revised)، Chicago: Lithuanian Research and Studies Center، ISBN:0-929700-25-2